# Kassander

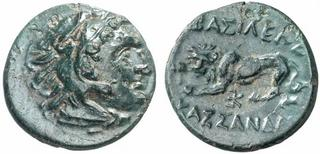
Munt van Kassander

Kassander (Grieks, Κάσσανδρος, Kassandros; Latijn: Cassander) (ca. 350—297 v.Chr.), de zoon van Antipater, was een Macedonische militair, staatsman en koning. 
Toen Alexander de Grote in 323 v.Chr. jong stierf, werd zijn rijk verdeeld over zijn generaals en satrapen. Bij de Rijksdeling van Triparadisus werd Kassander adjunct van Antigonos I Monophthalmos, die het opperbevel over het leger had gekregen naast zijn satrapieën in het zuiden van Anatolië. In de jaren daarna probeerde Antigonos het hele rijk van Alexander in zijn macht te krijgen. Kassander kreeg het bevel over Macedonië. Hij liet Alexanders moeder Olympias (316) en zijn vrouw Roxane met haar zoontje, Alexander IV, terechtstellen (310). Omdat Alexander geen andere erfgenamen had kon Kassander in 305 v.Chr. de koningstitel aannemen.
In 301 v.Chr. sneuvelde Antigonos in de slag bij Ipsos, waarna Kassanders heerschappij onbetwist was. Hij liet meerdere Griekse steden herbouwen die tijdens de Macedonische invasie van Griekenland verwoest waren. De belangrijkste daarvan was Thebe. Na Kassanders dood in 297 v.Chr. kwam de heerschappij aan Demetrios Poliorketes, de zoon van Antigonos.

## Jeugd
Als kind kreeg Kassander onderwijs van Aristoteles in Macedonië, samen met een groep andere leerlingen, waaronder Alexander, Hephaestion, Ptolemaeus en Lysimachus. Zijn familie was verre familie van de Argeadische dynastie.

## Onder de heerschappij van Alexander

### Kassander in Babylon
Vanaf het begin van de verovering van het Perzische Rijk in 334 v.Chr. had Antipater, de vader van Kassander, het regentschap van Macedonië en de Korinthische Bond gekregen van Alexander de Grote, dat hij uitvoerde onder de titel "Strateeg van Europa". Hij had dus erg veel plichten en in de ogen van de Grieken leek hij dus de koning te zijn. Eerst stond hij op goede voet met Olympias (hij had haar zoon Alexander geholpen bij het bestijgen van de troon in 336 v.Chr.), maar hij haalde zich al snel haar wantrouwen op de hals, doordat zij geen goed oog had in zijn blijken van trots en dat hij de veroveringen van haar zoon openlijk in twijfel trok. Daarom zond ze erg veel letters naar haar zoon waarin ze zich beklaagde over de "ongeschiktheid" van Antipater. Op aansporen van zijn moeder nodigde hij Antipater uit naar Babylon, zodat hij zijn houding kon verklaren; Antipater weigerde echter om dit te doen en stuurde daarom zijn zoon Kassander (samen met zijn jongste zoon, Iolas) om zijn zaak te bepleiten.
Zo voegde Kassander zich bij Alexander in Babylon in 324 voor Christus, samen met zijn broer Iolas. Hij kwam echter twee keer in conflict met Alexander omdat hij de invoering van de Proskynesis bespotte en vervolgens bij de verdediging van zijn vader, die beschuldigd werd van ontrouw. De late aankomst van Kassander en Iolas en de dood van de koning voedde de verdenkingen over hun medeplichtigheid. De auteurs die schreven over Alexander de Grote vermelden dit gerucht, maar zonder er veel van te geloven. Alexander wilde Antipater dus uit zijn functie verheffen door hem te vervangen door de trouwe generaal Craterus. Anderszins was Iolas de wijnschenker van Alexander (of toch de officier die voor het drinken van de koning moest zorgen), wat hem toch de kans gaf om de wijn te vergiftigen, overvloedig gedronken bij het Dionysische banket gegeven door Medius van Larissa op 30 mei 323 voor Christus. Deze versie van de feiten werd pas verklaard door Olympias enkele jaren na de dood van Alexander (in 317 v.Chr.), om de macht te kunnen grijpen in Macedonië en om allianties te sluiten. Daarom denken auteurs zoals Plutarchus of Arrianus dat dit een uitvinding was van de koningin-moeder die dacht haar voordeel te kunnen halen uit zo'n beschuldigingen.

### De opvolging van Antipater
De moord op Perdiccas in 321 v.Chr. zorgde voor een nieuwe verdeling van de satrapieën. Bij de dood van Alexander, had hij werkelijk de voogdij over de koningen gekregen: Alexander IV, die toen nog niet geboren was en Philippus III, de halfbroer van Alexander, die mentaal gehandicapt was. In 321, bij de Rijksdeling van Triparadisus, was het Antipater die deze taak toegewezen kreeg. Als regent (épimélète) van Macedonië, vertrouwde hij Antigonos de post "Strateeg van Azië" toe, en Kassander moest zich bij hem voegen als "Chiliarch" van de cavalerie. Kassander, die het echter niet aanvaardde om tweede in rang te zijn, kwam zo in conflict met Antigonos. Hoewel Antipater geneigd was om Antigonos te steunen in plaats van zijn zoon, liet hij zich toch overtuigen door deze laatste om terug te keren naar Macedonië samen met Alexander IV, liever dan hem onder de voogdij van Antigonos te laten, wat toch wel het wantrouwen toont van de regent tegen de ambitieuze Strateeg van Azië.
Antipater maakte een testament klaar voor zijn dood waarin hij Polyperchon, de oudste van de Macedonische generaals, aan wie hij al de affaires in Europa had toevertrouwd terwijl hij op veldtocht was geweest in Klein-Azië in 321 voor Christus, aanstelde als zijn opvolger. Deze keuze zorgde voor de vrijwillige en goed over nagedachte uitzetting van Kassander, want de traditie die wilde dat het regentschap toevertrouwd werd aan de oudste van de strategen werd gevolgd. Antipater beschouwde zijn zoon dus als te onervaren om zijn autoriteit door te kunnen drukken tegen de Macedonische satrapen, in het speciaal de ambitieuze Antigonos. Toen Antipater stierf in 319 voor Christus, op 78-jarige leeftijd, weigerde Kassander, nu ondergeschikt aan Polyperchon, de erfenis van zijn vader op te eisen.

## De verovering van Macedonië

### De coalitie tegen Polyperchon

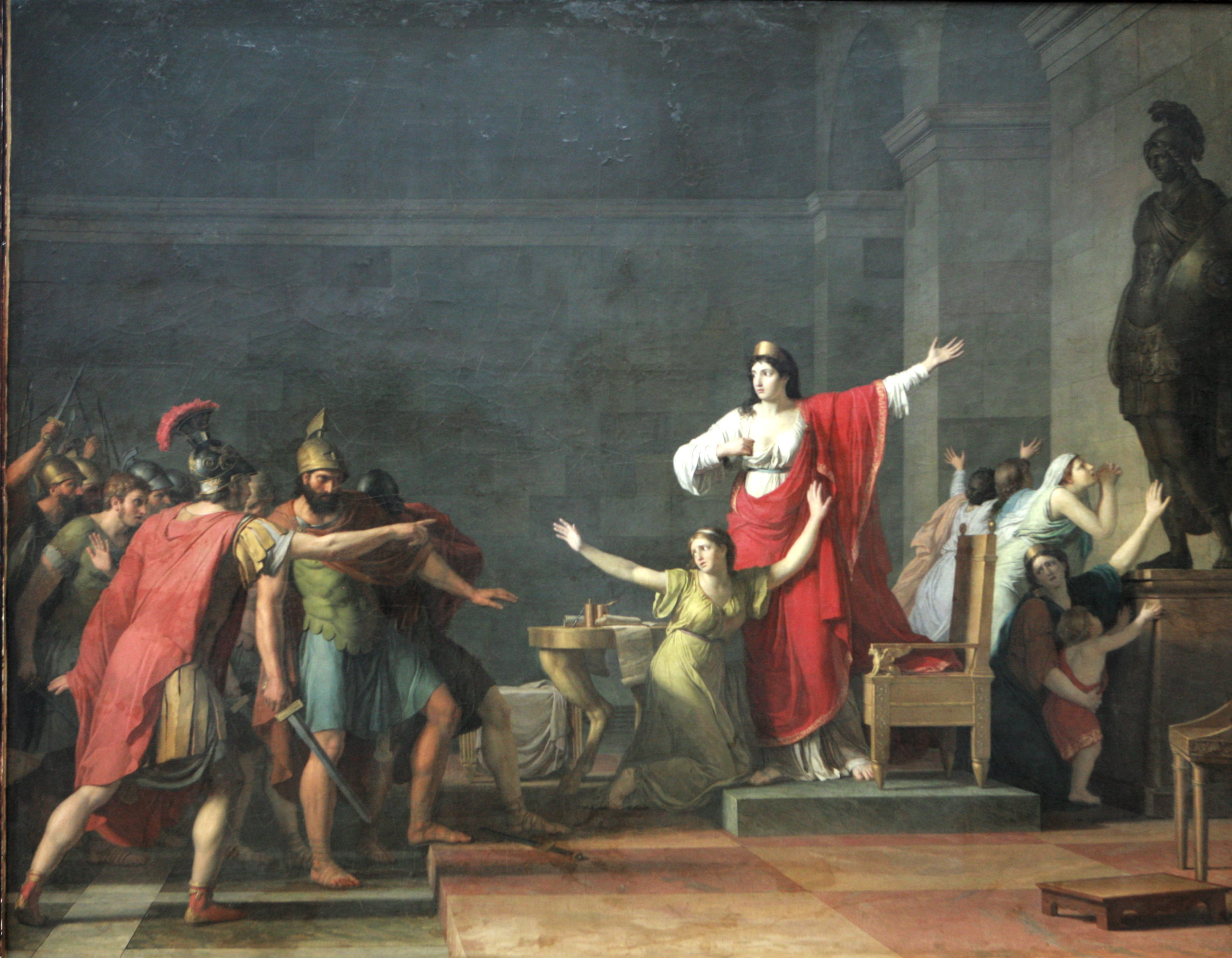
Kassander en Olympias, Jean-Joseph Taillasson (1799), Musée des beaux-arts de Brest.

Verlangend naar het verkrijgen van de erfenis van zijn vader als regent, die hij hem had weerhouden, ging Kassander in bescherming bij Ptolemaeus, de satraap van Egypte. Ptolemaeus had zonet Syrië en Phoenicië veroverd van Laomedon van Mytilene. Ook Lysimachus en Antigonos sloten zich aan bij deze alliantie omdat deze laatste in conflict was met Eumenes, die de hulp van Polyperchon gekregen had.
Tegenover deze coalitie zocht Polyperchon opnieuw ondersteuning en kondigde een edict af in 318 voor Christus, waarin hij de "vrijheid" voor de Griekse steden verklaarde, en verklaarde dat hij wilde terugkeren naar de staatsregeling zoals die van Philippus II en Alexander, en hij stelde amnestie voor aan de aanstokers van de Lamische Oorlog. Verder erkende Polyperchon de moeilijkheden waaraan de Grieken onderworpen waren, maar zei dat de aanstokers hiervan de aanhangers van de oligarchie geweest waren, waaraan Kassander zijn steun had betuigt.
Dit edict bracht Phocion, de baas van de oligarchische factie van Athene in de problemen, net als Nicanor, de broer van Kassander die het Macedonische garnizoen van Athene bij Munychia leidde. Nicanor probeerde zich meester te maken van Piraeus, maar werd verslagen door Alexander, de zoon van Polyperchon, die ook deze regio wilde veroveren. Deze overwinning op de oligarchie was echter van korte duur, want Kassander maakte zich op zijn beurt ook snel meester van Piraeus, ondanks het feit dat hij een klein leger had. Polyperchon, die zijn prestige zag verminderen, koos ervoor om zich te concentreren op de stad Megalopolis, die weigerde om te gehoorzamen aan zijn edict. Dit werd een nieuwe nederlaag voor Polyperchon, die steeds meer verzwakte. Verder hielp Kassander in 317 v.Chr. bij de verkiezing van Demetrius van Phalerum als "Tienjarige Archont". Demetrius vestigde de "gematigde" oligarchie in Athene en sloot zich aan bij Kassander. De overeenkomst betekende eigenlijk dat de Atheners een soort van onafhankelijkheid behielden maar in "vriendschap" met Kassander die het recht behield om Munychia te bezetten "tot aan het einde van de oorlog tegen de koningen [van Macedonië]."

### Het regentschap van Macedonië
Hoewel hij niet de controle had over Athene, had Kassander de steun van deze stad gekregen, die Polyperchon ook begeerde. Zo keerde hij met een enorme populariteit terug naar Macedonië en verkreeg gemakkelijk de gunst van Eurydice, de ambitieuze echtgenote van Philippus III, omdat Alexander IV nog niet volwassen was. Hij liet zich snel tot regent (épimélète) uitroepen zodat Polyperchon ontheven werd uit die titel en dat Eurydice hem beval om zijn leger aan Kassander te geven. Daarom marcheerde Kassander dus op tegen Polyperchon in 317 voor Christus.
Op hetzelfde moment deed Polyperchon een beroep op de hulp van Olympias. Deze profiteerde van de afwezigheid van Kassander in Macedonië en nam Philippus III gevangen, echter zonder echte gevechten, omdat de Macedonische soldaten weigerden om de moeder van Alexander aan te vallen. Ze liet Philippus III vermoorden en dwong Eurydice om zelfmoord te plegen. Een tiental van hun aanhangers, waaronder Nicanor, de broer van Kassander, werden ook geëxecuteerd. Kassander hoorde van dit nieuws terwijl hij een veldtocht hield bij Tegea en, terwijl zijn officiers de gevechten tegen Polyperchon in de Peloponnesos moesten verderzetten, hij liet Pydna belegeren, waar Olympias zich had teruggetrokken. Uit angst voor de invloed van Olympias, in het bijzonder het feit dat de Macedonische soldaten geweigerd hadden om tegen haar te vechten, liet hij haar executeren in 316 v.Chr. voor hij haar had gevangengenomen bij de "Macedonische raad. Kassander nam vervolgens Alexander IV en zijn moeder Roxane gevangen en organiseerde de plechtige begrafenis van Philippus III en zijn vrouw Eurydice. Hij kon zich introuwen in de Argeadische dynastie door te trouwen met Thessalonike, de dochter van Philippus II en halfzus van Alexander. In 315 v.Chr. stichtte hij de stad Kassandreia via synoikisme bij het vervangen van Potidaea in Chalcidice, om er zijn maritieme hoofdstad van te maken, wat zijn Europese en Aziatische ambities aantoonde.

## De eerste coalitie tegen Antigonos

### Kassander tegen Antigonos
In 316 v.Chr. werd Kassander regent van Macedonië en werd aanzienlijk gesteund in Griekenland. Parallel hieraan had Antigonos, die Eumenes net verslagen had, zijn macht in Azië kunnen uitbreiden. Hoewel hij geen koning was, gedroeg hij zich toch als een door verschillende satrapen (waaronder Seleucus en Peucestas) die hem het hoofd boden te verdrijven. Zijn vergrotende macht begon zijn bondgenoten te verontrusten, vooral omdat Antigonos de schatkist kon bemachtigen in Cyinda (in Cicilië), waardoor hij ook de machtigste van de Diadochen werd.
Er vormde zich een coalitie tegen Antigonos tussen Kassander, Lysimachus en Ptolemaeus. Deze drie mannen verklaarden een nieuwe verdeling van de satrapieën; Lycië en Cappadocië voor Kassander, Phrygië aan de Hellespont voor Lysimachus en Syrië voor Ptolemaeus. Antigonos sloot zich daarom aan bij Polyperchon en diens zoon Alexander, die zich teruggetrokken hadden in de Peloponnesos, net als Aeacides, koning van Epirus en neef van Olympias. Uiteindelijk, terwijl hij zich aangesloten had bij de aanhangers van de democratie in Griekenland, bleef Kassander de oligarchie in Athene steunen.
In deze context verklaarde Antigonos de proclamatie van Tyrus in 315 v.Chr. waarin hij de "vrijheid" voor de Griekse steden garandeerde. Hij beschuldigde Kassander ervan om  Roxane en de jonge Alexander IV gevangenen te houden in Amphipolis, maar ook door te trouwen met Thessalonike; uiteindelijk beschuldigde hij hem publiekelijk voor de moord op Olympias, om zo de dubbelhartigheid en wreedheid van Kassander te tonen, omdat hij de koningin-moeder beloofd had om haar te sparen als ze zich zou overgeven, waarna ze dit deed. Antigonos gebruikte deze proclamatie ook om zich tot regent van de koning te verklaren. Kassander was zeker niet op militair vlak de gevaarlijkste van zijn tegenstanders, maar hij was de heerser van Macedonië en kon dus gemakkelijk profiteren van de daaropvolgende mogelijke militaire wervingen. Verder hield hij Alexander IV en diens moeder Roxane nog steeds gevangen en had een familieband met de koninklijke dynastie door zijn huwelijk met Thessalonike. 
Verder, om zijn tegenstander nog verder te verzwakken, verklaarde Antigonos de "vrijheid voor de Grieken" en hekelde de methoden van Kassander die beroep deed op de oligarchen, omdat dit soort regeringen steeds minder voorkwam in Griekenland. Antigonos hoopte zo de Grieken op te zetten om te rebelleren tegen Kassander. Ptolemaeus, hoewel hij nog steeds een bondgenoot van Kassander was, volgde de daden van Antigonos en deed ook op zijn beurt een proclamatie in het voordeel van de autonomie van de steden. Dit lijkt misschien verrassend omdat het indruist tegen zijn bondgenoot, maar dit kwam ook omdat Ptolemaeus wat wantrouwig stond tegenover deze laatste, omdat hij, nadat ze Antigonos zouden verslagen hebben, de volledige heerschappij over Macedonië zou krijgen, waardoor hij een formidabele tegenstander zou worden.

### Het gevecht in Griekenland
De gevechten in Griekenland begonnen in 315 voor Christus. Antigonos, die hulp kreeg van Polyperchon en de Aetolische Bond, begon het gevecht tegen Kassander, terwijl die aan het vechten was in de Peloponnesos tegen Polyperchon en zijn zoon, Alexander; deze laatste werd echter al snel afgeslacht door de democraten van Sicyon. Polyperchon, die zeer verzwakt was, koos er daarom voor om zich aan te sluiten bij Kassander.
In 314 v.Chr. behaalde Kassander verschillende overwinningen en heroverde de steden Leukas, Apollonia en Epidamnos. Maar Medius van Larissa, een admiraal van Antigonos, versloeg de vloot van Pydna die de kant van Kassander had gekozen, terwijl Telesphorus, de neef van Antigonos, voet aan land zette in Griekenland. Telesphorus genoot de steun van de Egeïsche eilanden en behaalde een aantal successen in 313 voor Christus, maar Kassander kon de Epiroten echter verpletteren. Deze overwinning was echter van korte duur. In hetzelfde jaar kwam Polemaeus, een andere neef van Antigonos, als winnaar uit de strijd in Griekenland nadat Medius in 312 v.Chr. de vloot van Kassander bij Oraioi op het eiland Euboea. Zeer verzwakt accepteerden Kassander en Lysimachus het verdrag van de vrede die Antigonos hen voorstelde in 312 voor Christus, terwijl de oorlog in Azië zich verderzette tussen Antigonos en Ptolemaeus.
In 311 v.Chr. werd het vredesverdrag getekend tussen de Diadochen uitgeput door vier jaren oorlog. Deze vrede zorgde ervoor dat iedereen zijn vrijheid behield terwijl er "vrijheid" werd beloofd aan de Grieken. Antigonos werd "Strateeg van Azië" genoemd, terwijl Kassander de titel "Strateeg van Europa" behield, en ook behield hij de voogdij over Alexander IV.

### Het einde van de Argeadische dynastie
Dat Alexander IV bijna volwassen was geworden, zorgde voor een grote bedreigen voor de Diadochen. Het verdrag van 311 v.Chr. garandeerde Kassander dat hij de titel van "Strateeg van Europa" kon behouden totdat de zoon van Alexander volwassen werd. Deze garantie was een indirecte veroordeling van de jonge koning die vermoord werd in 310 voor Christus, samen met zijn moeder, Roxane. Dit zorgde voor het einde van de dynastie van de Argeaden. Dit lijkt onthaald te zijn met groot plezier door de andere Diadochen, die nu geen obstakel meer hadden tegen hun koninklijke ambities. De antieke bronnen laten dikwijls denken dat Kassander grote haat koesterde tegenover de Argeaden en Alexander sinds een geweldig incident in Babylon in 323 voor Christus. De moderne historici denken dat Kassander eerder de verdediger was van de Macedonische traditie en dat hij niet de herinnering aan Alexander wilde laten verdwijnen.
Daarna begon Polyperchon opnieuw een conflict met Kassander. Hij nam Heracles, de onwettige zoon van Alexander bij Barsine, onder zijn hoede en stelde hem voor als een mogelijke opvolger van Alexander IV. Kassander kon tegen Polyperchon met zijn 20.000 man zich niet verdedigen, en liever dan zich in te laten in een moeilijk gevecht, stelde hij voor dat Polyperchon zijn bezittingen in de Peloponnesos mocht behouden; de jonge Heracles en zijn moeder werden ten slotte vergiftigd op bevel van Polyperchon.
In 308 v.Chr. zag Kassander dat ook Ptolemaeus zijn zinnen had gezet op Kassanders bezittingen in Grieken. Deze had zonet een verdrag gesloten met Antigonos waarin besloten was dat Antigonos de eilanden in de Egeïsche Zee kreeg en Ptolemaeus Griekenland zelf kreeg. Maar liever dan een gevaarvolle veldtocht te ondernemen tegen Kassander, koos Ptolemaeus ervoor om terug te keren naar Egypte nadat hij een verdrag had ondertekend met Kassander. Uiteindelijk in 307 v.Chr. ging Demetrius, de zoon van Antigonos, binnen in Athene en verjoeg de oligarchische Demetrius van Phalerum die de stad bestuurde in naam van Kassander.

## Koning van Macedonië

### De Diadochen worden koningen

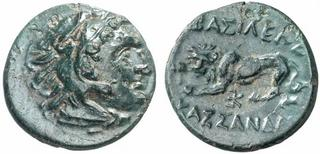
Munt van Kassander met de inscriptie ("van koning Kassander").

Nadat hij opnieuw enkele successen had behaald, nam Antigonos de titel van koning (basileus) aan in 306 voor Christus, met de ambitie om het rijk van Alexander de Grote in ere te herstellen onder zijn leiding. De andere Diadochen deden ook hetzelfde na zichzelf ook tot koning benoemd te hebben; Kassander werd koning of koning van de Macedoniërs (basileus Makedonōn) in 305 v.Chr. (de exacte betekenis van dit koningschap - overal of enkel in Macedonië - is niet duidelijk, en is misschien opzettelijk dubbelzinnig)
In 307 v.Chr. hernam Kassander het offensief in Griekenland, door het gebied dat hij verdeeld had tussen hem en Polyperchon volledig te heroveren, terwijl Demetrius een einde moest maken aan het beleg van Rhodos (305 v.Chr.). Kassander begon het beleg van Athene in 304 voor Christus, hij kon de Aetolische Bond verslaan en Attika veroveren; maar deze overwinning was ook van korte duur omdat kort daarna Demetrius aankwam en Kassander terugdreef ten noorden van Thermopylae. Kassander verloor ook Sicyon en Korinthe, de vroegere bezittingen van Polyperchon; in de Peloponnesos bleef enkel de stad Mantinea trouw aan Kassander. In 302 v.Chr. herstelde Demetrius de Korinthische Bond die hij voornamelijk gebruikte tegen Kassander, wat zijn ambitie in Griekenland aantoont.

### De tweede coalitie tegen Antigonos
Nu Demetrius meer macht wekte angst bij de Diadochen die opnieuw hun steun betuigden aan Kassander en een nieuwe coalitie tegen Antigonos vormden. Zo werden Seleucus, Lysimachus, Ptolemaeus en Kassander verenigt; ze maakten een einde aan de imperiale ambities van Antigonos die stierf tijdens de slag bij Ipsos in 301 voor Christus. Deze slag was beslissend omdat deze het definitieve einde van het rijk van Alexander de Grote markeerde. De overwinnaars verdeelden het rijk van Antigonos onder elkaar: Kassander behield Macedonië en Griekenland, Ptolemaeus kreeg Coele-Syrië bij zijn bezittingen in Egypte, Lysmachus annexeerde een deel van Klein-Azië in zijn koninkrijk, terwijl Seleucus, de grote overwinnaar van de slag, het oostelijke deel van Syrië en een deel van Klein-Azië kreeg; uiteindelijk behield Demetrius, die de nederlaag van zijn vader bij Ipsos overleefd had Megara, Korinthe en Phoenicië.

### De dood van Kassander
De grote coalitie gesticht tegen de imperiale ambities van Antigonos hield niet lang stand. Ptolemaeus en Seleucus maakten ruzie over Coele-Syrië. Seleucus koos ervoor om zich aan te sluiten bij Demetrius; deze, die weer sterker was geworden door deze nieuwe alliantie, veroverde Cilicië, dat toen in handen was van Pleistarchus, een broer van Kassander. Kassander kon hier toch zijn voordeel uit halen door te onderhandelen met Demetrius en hem te zeggen dat hij Cilicië mocht houden als hij beloofde om Griekenland niet binnen te vallen. Dit akkoord versterkte zijn positie als koning van Macedonië sterk, maar Kassander stierf korte tijd later, in 297 voor Christus, door een oedeem, nadat hij net een overwinning had behaald tegen de Galaten.Bij zijn dood volgde zijn zoon Philippus IV hem voor een korte tijd op. Het waren zijn twee andere zonen, Antipater en Alexander, die opnieuw ruzie maakten over het koninkrijk. Demetrius maakte hier echter een einde aan door zich meester te maken van Macedonië in 294 voor Christus, waardoor hij een punt zette achter de geschiedenis van de Antipatriden.